# Europäische Union der Musikwettbewerbe für die Jugend
Die Europäische Union der Musikwettbewerbe für die Jugend (EMCY, engl. European Union of Music Competitions for Youth) ist ein europäischer Dachverband für über 50 nationale und internationale Musikwettbewerbe für junge Menschen. Der eingetragene Verein mit Sitz in München wurde in den 1960er Jahren gegründet.
Zweck ist die musikalische Erziehung der europäischen Jugend zu entwickeln und auszubauen. Hierfür organisiert die EMCY europaweit Konzerte (mit und ohne Orchester), Ausstrahlungen, Tourneen, Preisverleihungen, Meisterkurse und Kurse für hervorragende Wettbewerbsgewinner.
Jedes Jahr nehmen tausende Musiker, die jünger als 25 Jahre sind, an EMCY-Wettbewerben teil, und die Projekte mitunter in Zusammenarbeit mit der Europäischen Rundfunkunion erreichen Menschen auf dem ganzen Kontinent. Der internationale Vorstand besteht aus fünf Vertretern, der seit 2012 von Präsident Paul Scholer geführt wird. 2010 konnte die EMCY ihren 40. Geburtstag in Heerlen, Niederlande, feiern.
Das Büro befindet sich in den Räumen von Jugend musiziert in München.

## Vorstand
Der Vorstand wird alle vier Jahre bei der Generalversammlung gewählt. Die momentanen Mitglieder sind:
- Paul Scholer, Luxemburg (Präsident)
- Tomáš Mann, Tschechien (Vizepräsident für nationale Wettbewerbe)
- Justas Dvarionas, Litauen (Vizepräsident für internationale Wettbewerbe)
- Maria Slaninova, Slowakei (Vorstandsmitglied für nationale Wettbewerbe)
- Boris Svetiev, Mazedonien (Vorstandsmitglied für internationale Wettbewerbe)

## Generalversammlung
Die Generalversammlung versammelt sich üblicherweise alle zwei Jahre in verschiedenen europäischen Ländern auf Einladung eines EMCY-Mitgliedwettbewerbs. Die letzte hat 2014 in Luxemburg (Luxemburg) auf Einladung der Concours Luxembourgeois pour Jeunes Solistes (UGDA) stattgefunden.
Die vorherigen Generalversammlungen wurden in folgenden Städten abgehalten:
- 2012 – Ohrid (Mazedonien) International Competition for Young Musicians 'Ohrid Pearls'
- 2010 – Heerlen (Niederlande) International Charles Hennen Concours
- 2008 – Kiew (Ukraine) International Competition for Young Pianists in Memory of Vladimir Horowitz
- 2006 – St Petersburg (Russland) Mravinsky International Competition for Youth
- 2004 – Dubrovnik (Kroatien) HDGPP (kroatischer Nationalwettbewerb)
- 2002 – Altea (Spanien) Juventudes Musicales de España

## Mitgliedswettbewerbe
Die Teilnahme an nationale Mitgliedswettbewerben ist in der Regel Staatsangehörigen oder Bewohnern des jeweiligen Landes vorbehalten. Bei internationalen Mitgliedswettbewerben sind Teilnehmer aus aller Welt zugelassen. Außerdem schließen diese oft Kategorien mit ein, die jedes Jahr wechseln.

## Projekte
Europaweite Auftritts- und Trainingsmöglichkeiten werden von EMCY zusammen mit ihren Mitgliedswettbewerben und Partnern arrangiert. Diese Konzerte, Tourneen, Workshops und Meisterkurse sind internationale Treffpunkte für junge Musiker und sie für viele wichtig für ihre musikalischen Karrieren.
Außerdem hält der Verein Konferenzen für Wettbewerbsorganisatoren (z. B. in Barcelona 2009, St. Petersburg 2011, Ried 2012 und Bratislava 2013) und Musiklehrer ab. Dabei werden bestimmte Themen behandelt, die ihnen dabei helfen, zusammenzukommen, voneinander zu lernen und neue bi- und multilaterale Kooperationsprojekte zu entwickeln.